# 体育赌博
体育赌博是通过预测体育比赛成绩的赌博或博彩。

## 介紹
體育賭博首先由主要的博彩公司開除特定的相關賠率，包括比分（得分），勝負平關聯，甚至於特定時間內的比分。因為足球是世界上最受到公眾矚目的體育賽事之一，而且多數國家聯賽；包括歐洲冠軍聯賽在一年內不間斷式的進行，參與的球隊數量以及影響力為其他運動所不及，所以稱為體育博彩行業中最受到關注以及投入大量資金的運動。

## 中国大陆

### 体育彩票
中国有合法发行的足球彩票和篮球彩票，其中足彩竞猜范围为国外足球比赛，篮彩竞猜范围为欧美篮球联赛。另外，中国体育彩票还包括了传统的乐透彩票和数字彩票。
相较于在中国境内属于非法的地下赌球，官营的足彩和篮彩返奖率较低，但可保证中奖即兑付奖金（须在开奖後60日内兑奖，否则视为弃奖），不会出现不肖庄家故意赖账甚至携款潜逃的现象，且销售额中有一部分会用作公益用途。

### 地下赌博
中国地下体育赌博以赌球最盛，业内人士俗称“外围”。有人估计中国地下赌球的赌资达上万亿元人民币，超过政府对公共卫生事业的投入。 2010年后开始的中國足壇反賭風暴揭示了中国赌球业已经渗透到中国足球的各个层面。中国每年有数量庞大的玩家乐此不疲的在欧洲的博彩公司网站上进行投注，无数的人因为赌球而倾家荡产。

## 台灣

### 運動彩券
台灣自2008年5月開始，首度由中華民國政府主管機關合法授權發行唯一合法且具公益性質的運動彩券，在各地彩券行販售，2009年6月立法院通過運動彩券發行條例，明訂運動彩券九成收益必須挹注運動活動用途。投注範圍現有棒球的中華職棒、日本職棒和美國職棒，籃球有NBA和WNBA，足球有主要國家的頂級聯賽。

### 球版
台灣非法的地下體育賭博又稱為球版。玩球版意味著在地下賭盤下注，做球版則意味著擔任地下賭盤的莊家組頭，決定賭盤的玩法與賠率，並從中抽取俗稱「水錢」的佣金。球版細分為現金版與信用版，現金版如同合法的運動彩券以現金下注，信用版則是以個人信用額度無保證金下注，假使輸了才需要支付賭金，此高槓桿的玩法導致部分玩家如陳啟昱積欠無法還款的高額賭債。
雖然台灣自2008年以來有合法的體育賭博管道，但許多賭客不滿意合法的運動彩券的涵蓋賽事、賠率、收益、玩法、投注系統，因此收益和玩法更為多元彈性，可在賽事過程中下注的非法地下賭盤仍在台灣流行。台灣的兩大職業運動，職業籃球與職業棒球，近年分別在2023年與2009年發生球團隊職員涉入地下簽賭與球員打假球操弄賭盤結果的爭議司法案件。

## 另見
- 運動彩券
- 同注分彩法
- 放水

## 外部連結
维基共享资源上的相關多媒體資源：体育赌博